# Райпольский сельский совет
Райпольский сельский совет (укр. Райпільська сільська рада) — входит в состав
Межевского района
Днепропетровской области
Украины.
Административный центр сельского совета находится в 
с. Райполе.

## Населённые пункты совета
- с. Райполе
- с. Беляковка
- с. Колона-Межевая
- с. Марьевка
- с. Новоалександровка
- с. Новоподгородное
- с. Сухарева Балка